# Kostolná Ves
Kostolná Ves (in tedesco Kirchdorf, in ungherese Kisegyházas) è un comune della Slovacchia facente parte del distretto di Prievidza, nella regione di Trenčín.
Fu menzionato per la prima volta in un documento storico nel 1332 come importante pieve. Appartenne ai Divéky/Diviacký, ai Bossány e ai Rudnay. Nel XIV secolo ospitò alcuni coloni tedeschi.